# 岩手縣立博物館
岩手縣立博物館（日语：いわてけんりつはくぶつかん）是位於日本岩手縣盛岡市的一座縣立博物館。岩手縣縣立博物館設立於1980年，是為紀念岩手縣實施縣制百年而開業。雖然博物館位置有些偏遠，但可在二層眺望岩手山的美麗風景。室外展示有重要文化財民家舊佐佐木家住宅和舊藤野家住宅。

## 外部連結
- 岩手県立博物館 ～岩手山を望める丘のミュージアム～ （页面存档备份，存于）